# Fabrice Do Marcolino
Fabrice Do Marcolino (ur. 14 marca 1983 w Libreville) – gaboński piłkarz grający na pozycji napastnika. Jest bratem Arsène'a Do Marcolino, także reprezentanta kraju.

## Kariera klubowa
Do Marcolino urodził się w Libreville, ale karierę piłkarską rozpoczął we Francji. Jego pierwszym klubem w karierze był Stade Rennais i w latach 1999-2002 grał w jego rezerwach w czwartej lidze francuskiej. W 2002 roku odszedł do trzecioligowego AS Angoulême, a po roku wrócił do rezerw Rennes.
W 2004 roku Do Marcolino został piłkarzem Amiens SC. W Ligue 2 zadebiutował 6 sierpnia 2004 w zremisowanym 1:1 wyjazdowym meczu z FC Gueugnon. W Amiens grał przez rok.
W 2005 roku Gabończyk odszedł z Amiens do Vannes OC. Po roku gry i zdobyciu 11 goli w Championnat National został piłkarzem Angers SCO. W sezonie 2006/2007 był z 26 golami najskuteczniejszym zawodnikiem zespołu i przyczynił się do awansu klubu z Championnat National do Ligue 2. W Angers grał do lata 2009.
Kolejnym klubem w karierze Do Marcolino został Stade Lavallois. W nim zadebiutował 7 sierpnia 2009 roku w spotkaniu ze Stade Brestois 29 (1:2). Następnie grał w USJA Carquefou i FC Istres, a w 2015 trafił do Akanda FC. Karierę kończył w 2016 w US Changé.
| Sezon   | Klub            | Kraj    | Rozgrywki            | Mecze | Bramki | Rozgrywki Europy | Mecze | Bramki |
| ------- | --------------- | ------- | -------------------- | ----- | ------ | ---------------- | ----- | ------ |
| 1999/00 | Stade Rennais B | Francja | CFA                  | 2     | 1      | –                | –     | –      |
| 2000/01 | Stade Rennais B | Francja | CFA                  | 14    | 5      | –                | –     | –      |
| 2001/02 | Stade Rennais B | Francja | CFA                  | 20    | 12     | –                | –     | –      |
| 2002/03 | AS Angoulême    | Francja | National             | 26    | 5      | –                | –     | –      |
| 2003/04 | Stade Rennais B | Francja | CFA                  | 29    | 18     | –                | –     | –      |
| 2004/05 | Amiens SC       | Francja | Ligue 2              | 23    | 4      | –                | –     | –      |
| 2005/06 | Vannes OC       | Francja | National             | 28    | 11     | –                | –     | –      |
| 2006/07 | Angers SCO      | Francja | National             | 38    | 26     | –                | –     | –      |
| 2007/08 | Angers SCO      | Francja | Ligue 2              | 35    | 5      | –                | –     | –      |
| 2008/09 | Angers SCO      | Francja | Ligue 2              | 27    | 3      | –                | –     | –      |
| 2009/10 | Stade Lavallois | Francja | Ligue 2              | 25    | 5      | –                | –     | –      |
| 2010/11 | Stade Lavallois | Francja | Ligue 2              | 0     | 0      | –                | –     | –      |
| 2011/12 | Stade Lavallois | Francja | Ligue 2              | 29    | 7      | –                | –     | –      |
| 2012/13 | Stade Lavallois | Francja | Ligue 2              | 17    | 3      | –                | –     | –      |
| 2013/14 | USJA Carquefou  | Francja | Championnat National | 25    | 7      | –                | –     | –      |
| 2014/15 | FC Istres       | Francja | Championnat National | 10    | 1      | –                | –     | –      |
| 2015    | Akanda FC       | Gabon   | Championnat National | ?     | ?      | –                | –     | –      |
| 2015/16 | Akanda FC       | Gabon   | Championnat National | ?     | ?      | –                | –     | –      |
| 2015/16 | US Changé       | Francja | CFA 2                | 3     | 0      | –                | –     | –      |

## Kariera reprezentacyjna
W reprezentacji Gabonu Do Marcolino zadebiutował w 2002 roku. W 2010 roku został powołany przez selekcjonera Alaina Giresse'a do kadry na Puchar Narodów Afryki 2010. Tam był rezerwowym i rozegrał jedno spotkanie, przegrane 1:2 z Zambią.